# Zagrebačka grkokatolička konkatedrala
Konkatedrala sv. Ćirila i Metoda na Gornjem Gradu u Zagrebu je drugostolna crkva Križevačke biskupije i župna crkva grkokatoličke župe Sv. Ćirila i Metoda u Zagrebu. Pripada Žumberačkom Vikarijatu Križevačke biskupije. Projektirao ju je arhitekt Hermann Bolle u historicističkom stilu. 
Nalazi se u Ćirilometodskoj ulici, između Kule Lotrščak i Trga svetog Marka te je zajedno s Grkokatoličkim sjemeništem koje se nalazi uz konkatedralu, zaštićeno kulturno dobro Republike Hrvatske.

## Povijest
Na Gornjem gradu se i ranije, od 17. stoljeća, nalazila crkva u Grkokatoličkom sjemeništu koje je izgrađeno 1681. za novake sjemeništa i grkokatoličke vjernike, većinom Žumberčane, uskoke i klerike koji su živjeli u Zagrebu i okolici. Međutim, požar 1766. je uništio većinu crkvenih knjiga koji bi mogli točno datirati koliko dugo zapravo postoji grkokatolička crkva na Gornjem gradu.
Godine 1795. kupljeno je za 1500 forinti zemljište na kojem danas stoji crkva sv. Ćirila i Metoda. Oko ovog je zemljišta podignut zid te je 1799. godine sagrađena prva zidana crkva sv. Vasilija Velikog. U oltar ove crkve ugrađena je ploča (sačuvana do danas) iz zagrebačke katedrale s relikvijama sv. Honorata i sv. Fulgencija. Ova je crkva postojala do 1828. godina kada vladika Konstantin Stanić na istom mjestu gradi novu, veću crkvu sv. Vasilija Velikog.
Potres koji je 1880. godine pogodio Zagreb značajno je oštetio sjemenišnu crkvu sv. Vasilija no u njoj su se i dalje vršila bogoslužja. Određeno se je vrijeme u crkvi služila i misa po rimskom obredu jer su gornjogradske crkve sv. Marka i sv. Katarine bile neporabljive. U to vrijeme vladika Đuro Smičiklas odlučuje da će se umjesto postojeće crkve sv. Vasilija Velikog podići nova crkva. Nekoliko godina kasnije, za vrijeme biskupa Ilije Hranilovića gradi se nova župna crkva posvećena sv. Ćirilu i Metodu.
Gradnju nove crkve podržao je tadašnji gradonačelnik Zagreba Nikola Badovinac te je Grad materijalno podržao gradnju nove crkve. Radovi na gradnji i uređenju crkve trajali su tijekom 1885. i 1886. godine, a izvodio ih je majstor Mihael Faleschini. 
Župa koristi prostore Grkokatoličkog sjemeništa koje ustupa prostor koji služi kao župna kancelarija, a od 1932. i jednu dvoranu uz sakristiju.

## Sadašnja crkva
Konkatedrala sv. Ćirila i Metoda jednobrodna je crkva s polukružnim svetištem izgrađena po nacrtu Hermanna Bollea u neobizantskom stilu historicizma.
Mozaici za pročelje crkve i križ za vrh tornja naručeni su iz Innsbrucka. Na mozaicima na pročelju, na vrhu, nalazi se Isus Krist između sv. Petra i Pavla, a u sredini se nalaze mozaici sv. Ćirila i Metoda. Ikone za novi ikonostas prvotno je izradio slikar Nikola Mašić no one nisu bile prihvaćene. Nove ikone izradio je slikar i ikonopisac Epaminondas Buczewski (Bučevski) iz Bukovine. Zidove crkve su oslikali obrtnik F. Mitzka i I. Clausen. Drvena konstrukcija ikonostasa djelo je J. Šeremeta. Drveni strop i dvije pjevnice izradio je stolar Hacker. Jedan carski i dva biskupska trona izradio je Ivan Budicki. Luster koji je smjšten u lađi crkve djelo je A. Mesića. Kamenorezačke radove je izveo M. Fitzka. Šest prenosivih ikona za tetrapod (stolić u sredini crkve) djelo su akademske kiparice Dekleve. Crkvena je lađa popločena keramičkim pločicama, a svetište terazzo podom. Ispred carskih vrata je u mozaiku izrađen orao raširenih krila (orlec).
Kor u crkvi koji se nalazi iznad ulaza datira iz 1932. godine. Novi je kor zamijenio prijašnji, uklonjen 1928. godine, koji se nalazio na lijevom bočnom zidu.
U lađi crkve na bočnim se zidovima nalaze velike slike Ivana Tišova koje prikazuju: Rođenje Isusovo, Posljednji sud i Uskrsnuće Isusovo. Na koru crkve ranije se nalazila Tišovova slika koja prikazuje Isusov ulazak u Jeruzalem - Cvjetnica, no ona je prenesena u sjemenišnu dvoranu.
U zvoniku crkve visokom 50 m nalaze se tri zvona: najveće, mase 782 kg, posvećeno sv. Ćirilu i Metodu, srednje, mase 395 kg, posvećeno Presvetoj Bogorodici i najmanje, mase 230 kg, posvećeno sv. Vasiliju Velikom. Crkva posjeduje dragocjeni križ za tetrapod, kivot, dvije plaštanice, te umjetnički izrađen komplet ripida za križem.
Uz crkvu se nalazi Grkokatoličko sjemenište u sklopu kojega se nalazi i Sakralni muzej Grkokatoličkog sjemeništa.

## Galerija
- Prednje pročelje, mozaici i ulazna vrata
- Ulazna vrata
- Oltar koji se nalazi iza ikonostasa
- Pogled prema prostoru vjernika i koru
- Pogled na brod crkve i luster
- Ikonostas
- Slika Ivana Tišova - Posljednji sud
- Slika Ivana Tišova - Uskrsnuće Isusovo
- Slika Ivana Tišova - Rođenje Isusovo
- Vitraj
- Vitraj i kor
- Unutrašnjost crkve
- Unutrašnjost crkve